# Nyctinomops laticaudatus
Nyctinomops laticaudatus är en fladdermusart som först beskrevs av E. Geoffroy 1805.  Nyctinomops laticaudatus ingår i släktet Nyctinomops och familjen veckläppade fladdermöss. IUCN kategoriserar arten globalt som livskraftig. Inga underarter finns listade i Catalogue of Life. Wilson & Reeder (2005) skiljer mellan 5 underarter. Artepitet i det vetenskapliga namnet är sammansatt av de latinska orden latis (långsträckt) och cauda (svans).
Denna fladdermus har en chokladbrun päls på ovansidan och en något ljusare päls på undersidan. Artens flygmembran är naken och lite genomskinlig. Nyctinomops laticaudatus har en spetsig och något uppåt riktad nos. Den är allmänt mindre än andra släktmedlemmar i samma region. Fladdermusen når i genomsnitt en absolut längd av 102 mm, inklusive en 40 mm lång svans. Den har cirka 18 mm långa öron, 10 mm långa bakfötter och 43 mm långa underarmar.
Arten förekommer från Mexiko och Kuba till Paraguay, norra Argentina och södra Brasilien. Den lever i låglandet och i bergstrakter upp till 1500 meter över havet. Nyctinomops laticaudatus kan anpassa sig till många olika habitat och den jagar insekter.
Individerna vilar i grottor, i bergssprickor, i håligheter i murar, mellan stenar eller i täta växtansamlingar. De bildar mindre eller medelstora kolonier med 150 till 1000 medlemmar. Ofta förekommer andra fladdermöss vid samma viloplats. Honor blir brunstiga under regntiden och honor som tillhör samma koloni får sina ungar ungefär samtidig. Dräktigheten varar cirka två månader och sedan föds en enda unge. Nyfödda ungar är döva, blinda och nakna förutom några styva hår vid munnen och fötterna. De öppnar sina öron och ögon efter några timmar.
Nyctinomops laticaudatus jagas främst av ugglor och andra rovlevande fåglar.